# Llerena (Spanien)
Llerena ist eine südwestspanische Kleinstadt und eine Gemeinde (municipio) mit 5.645 Einwohnern (Stand: 2024) im Süden der Provinz Badajoz in der Autonomen Gemeinschaft Extremadura. Das historische Zentrum der Stadt ist als Conjunto histórico-artístico eingestuft.

## Lage und Klima
Die Stadt Llerena liegt im Quellgebiet zahlreicher Bäche (arroyos) im Norden der Sierra de San Miguel in einer Höhe von etwa 640 m. Ca. 126 km (Fahrtstrecke) trennen den Ort von der südlich gelegenen Stadt Sevilla; bis nach Mérida sind es knapp 100 km in nordwestlicher Richtung. Das Klima ist gemäßigt bis warm; Regen (ca. 650 mm/Jahr) fällt überwiegend im Winterhalbjahr.

## Bevölkerungsentwicklung
| Jahr      | 1857 | 1900 | 1950 | 2000 | 2021 |
| Einwohner | 6196 | 7049 | 8939 | 5621 | 5697 |

Aufgrund der zunehmenden Mechanisierung der Landwirtschaft, der Aufgabe bäuerlicher Kleinbetriebe und dem daraus entstandenen Mangel an Arbeitsplätzen wanderten viele Familien und Einzelpersonen seit der Mitte des 20. Jahrhunderts in die größeren Städte ab (Landflucht).

## Wirtschaft
An erster Stelle im Wirtschaftsleben der Gemeinde steht traditionell die ursprünglich zur Selbstversorgung betriebene Landwirtschaft. Auf den Feldern wurden Weizen, Gerste, Wein etc. kultiviert; die Hausgärten lieferten Gemüse und Kartoffeln. Llerena gehört heute zur Tierra de Barros im Südosten des Weinbaugebiets Ribera del Guadiana. Der innerspanische Tourismus spielt eine durchaus wichtige Rolle im Wirtschaftsleben der Stadt.

## Geschichte
Auf dem Gemeindegebiet wurden steinzeitliche und vorrömische Kleinfunde gemacht; das römische Theater von Regina Turdulorum befindet sich auf dem Gebiet der Nachbargemeinde Casas de Reina. Westgotische Spuren fehlen. Die im 8. Jahrhundert eingefallenen Mauren konnten im Jahr 1243 vom spanisch-portugiesischen Feldherrn und Großmeister des Santiagoordens Paio Peres Correia aus der Gegend verdrängt werden (reconquista), die danach zur Diözese des Priorato de San Marcos de León gehörte. Llerena wurde der Hauptsitz des Ordens in der Gegend, die durch Familien aus dem Norden der Iberischen Halbinsel wiederbesiedelt wurde (repoblación). Im Jahr 1340 fand hier unter der Leitung von König Alfons IX. von León eine Versammlung der Cortes statt und im Jahr 1383 wurde das Generalkapitel des Santiagoordens nach Llerena einberufen. Auch zahlreiche jüdische Familien hatten sich hier angesiedelt, die jedoch nach der Eroberung Granadas im Jahr 1492 durch die Katholischen Könige vertrieben wurden (Alhambra-Edikt). Im Jahr 1508 wurde in Llerena ein ständiger Sitz der Spanischen Inquisition eingerichtet. Seine Blütezeit erlebte der damals über 8.300 Einwohner zählende Ort im 16. Jahrhundert. Nach dem Ende der Personalunion zwischen Spanien und Portugal (1580–1640) verlieh Philipp IV. dem Ort die Stadtrechte (ciudad); andererseits begann jedoch eine Phase kriegerischer Auseinandersetzungen zwischen beiden Staaten, die erst durch den Frieden von Lissabon (1668) beigelegt werden konnten. Während der Napoleonischen Kriege auf der Iberischen Halbinsel (1808–1814) wurde die Stadt schwer in Mitleidenschaft gezogen.

## Sehenswürdigkeiten

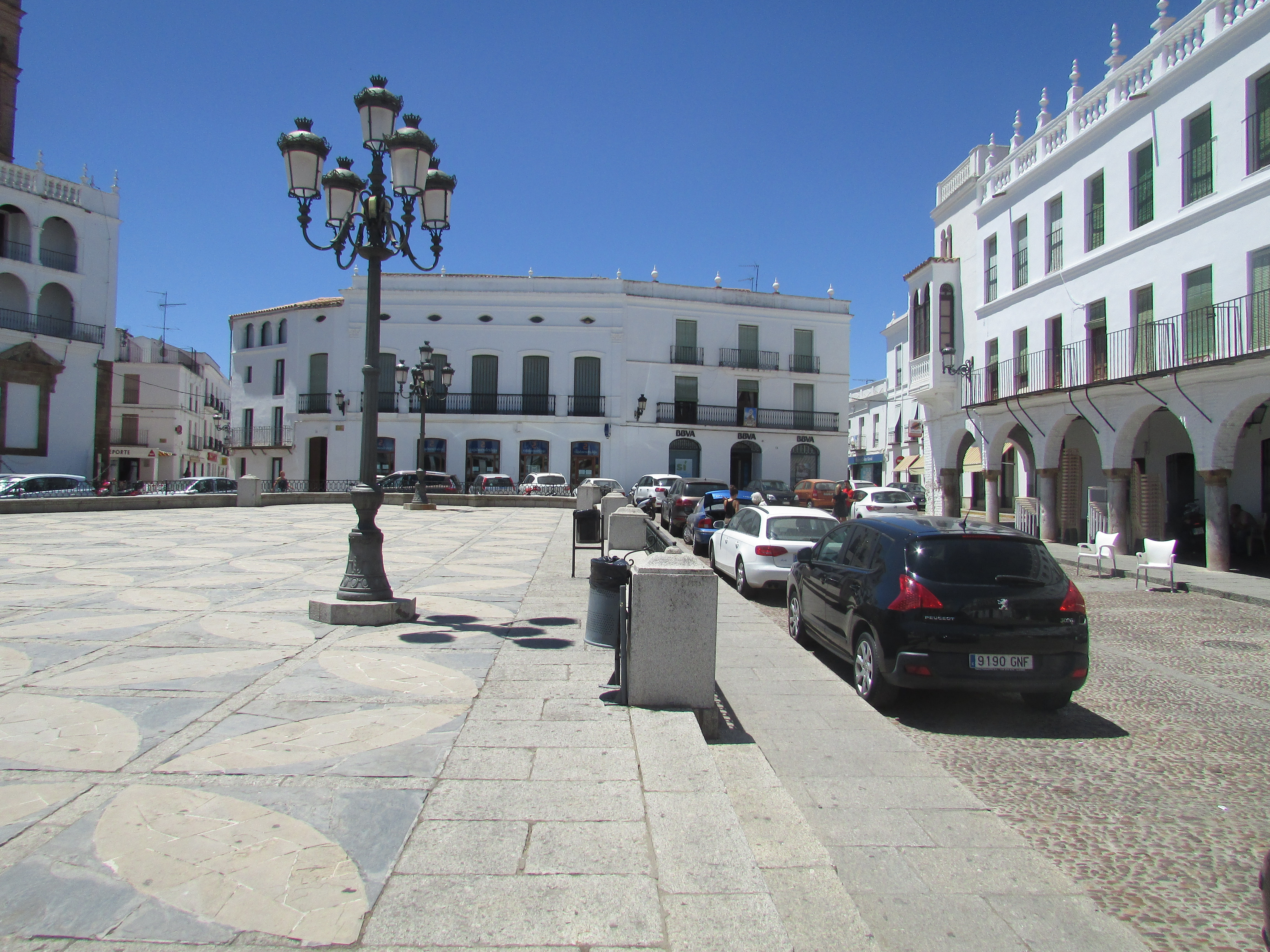
Plaza de España

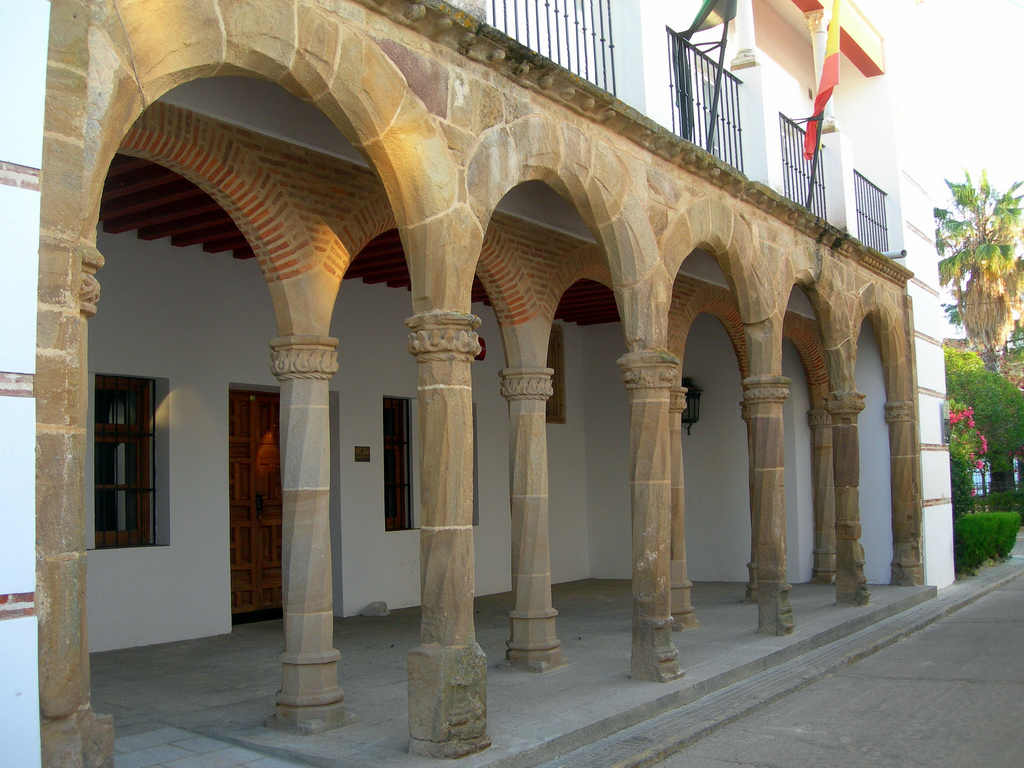
Portikus des Palacio de los Zapata

- Die noch in Teilen erhaltene Stadtmauer (muralla) entstand überwiegend erst im 14. und 15. Jahrhundert; schönstes erhaltenes Stadttor ist die Puerta de Montemolin.[7]
- Auf der sukzessive vom 14. bis 20. Jahrhundert entstandenen Plaza de España fanden früher Märkte, aber auch Stierkämpfe statt; letztere wurden nach der Fertigstellung einer eigenen Stierkampfarena südlich vor den Toren der Stadt dorthin verlagert.
- Wichtigstes Bauwerk am Platz ist die im 14. Jahrhundert begonnene, aber überwiegend erst im 17. und 18. Jahrhundert im Barockstil errichtete Iglesia de Nuestra Señora de la Granada. Markanteste Bauteile sind der aus Ziegelsteinen erbaute Glockenturm (campanario) mit aufsitzender Laterne und die mit zahlreichen Balkonarkaden bestückte Nordfassade, von wo aus man den Stierkämpfen und sonstigen Veranstaltungen zuschauen konnte. Das Innere der Kirche ist dreischiffig; alle drei Schiffe (naves) enden vor sehenswerten Altarretabeln (retablos). Hinter der Mittelapsis befindet sich eine kleine Kapelle (camarín).[8]
- Der Convento de Santa Clara wurde im Jahr 1508 unter der Mitwirkung des Santiagoordens gegründet, später jedoch umgebaut. Absolut sehenswert sind die bemalten Kuppelgewölbe der Kirche und der barocke Altarretabel. Im kleinen Museum befindet sich u. a. eine ausdrucksstarke Figur des hl. Hieronymus als Büßer von Juan Martínez Montañés († 1649).[9]
- Das ehemalige Jesuitenkolleg (Colegio de los Jesuitas) stammt aus dem 17. Jahrhundert, doch wurden sowohl Kirche als auch die Klostergebäude gegen Ende des 18. Jahrhunderts vom Mercedarierorden übernommen. Heute beherbergt der Komplex das Kulturzentrum La Merced.[10]
- Kirche und Hospital San Juan de Dios entstanden im 17./18. Jahrhundert.[11]
- Der Palacio Consistorial (Rathaus) ist ein repräsentatives Gebäude mit Innenhof aus dem 18. Jahrhundert.[12]
- Der Palacio de los Zapata mit seinem Naturstein-Portikus und seinem Mudéjar-Innenhof war lange Zeit Sitz der Inquisition.[13]
- Im sogenannten Palacio episcopal residierten die Großmeister des Santiagoordens und die Inquisitoren. Heute ist es ein Museum für alte und neue Kunst.[14]
- Der Palacio de Doña Mariana ist ein Wohnhaus des 19. Jahrhunderts mit einem sehenswerten Innenhof mit gusseisernen Arkaden im Erdgeschoss.[15]
- Zahlreiche Wohnhäuser in den unterschiedlichsten Architekturstilen bereichern das Ortsbild.

2024 wurde der Ort von der Asociación Los Pueblos más Bonitos de España als besonders schöner Ort ausgezeichnet.

## Persönlichkeiten
- Juan de Zurbarán (1620–1649), Maler des Siglo de Oro